# 何洛 (中共烈士)
何洛（？—1927年5月）又名何大同，四川涪陵人，中国共产党党员，工人运动领袖。

## 生平
何洛是上海吴淞大学学生，虹口区工联主任。大革命时期，何洛在美亚织绸厂开展工人运动，并组织了童子团，参加了上海工人三次武装起义。1927年，何洛任上海特别市临时市政府委员。民国16年（1927年）四一二事件后，何洛被捕，同年5月在枫林桥遭到杀害。